# 宋寧郡
宋宁郡，中国南北朝时设置的郡。
南朝宋元嘉十年（433年）免吴营侨置宋宁郡，属益州。寄治成都（今四川省成都市）。南朝齐改为永宁郡。永明八年（490年）再改为宋宁郡，属梁州，荒或无民户。北周废。